# Norbert Nachtweih
Norbert Nachtweih (* 4. června 1957, Sangerhausen) je bývalý německý fotbalista, záložník.

## Fotbalová kariéra
Začínal v bývalé NDR v týmu Chemie Halle. V německé bundeslize hrál za Eintracht Frankfurt a FC Bayern Mnichov, ve francouské Ligue 1 hrál za AS Cannes. Kariéru zakončil ve druhé bundeslize v týmu SV Waldhof Mannheim. V Bundeslize získal s Bayernem čtyři mistrovské tituly. V Poháru mistrů evropských zemí nastoupil v 19 utkáních a dal 1 gól, v Poháru vítězů pohárů nastoupil v 15 utkáních a dal 1 gól a v Poháru UEFA nastoupil ve 29 utkáních a dal 4 góly. V roce 1980 vyhrál Pohár UEFA s Eintrachtem Frankfurt. 

## Emigrace
V říjnu 1976, po mezinárodním zápase východoněmecké reprezentace do 21 let, emigroval spolu s brankářem Jürgenem Pahlem přes Turecko do západního Německa. Po emigraci byl FIFA na rok suspendován. V osmdesátých letech byl jedním z nejlepších německých fotbalistů, ale kvůli regulím FIFA nemohl hrát v západoněmeckém národním týmu, protože již dříve reprezentoval východní Německo v týmu do 21 let.

## Ligová bilance
| Ročník                                    | Zápasy | Góly | Klub                |
| ----------------------------------------- | ------ | ---- | ------------------- |
| DDR-Oberliga 1974/1975                    | 3      | 0    | Chemie Halle        |
| DDR-Oberliga 1975/1976                    | 22     | 0    | Chemie Halle        |
| DDR-Oberliga 1976/1977                    | 10     | 2    | Chemie Halle        |
| Německá fotbalová Bundesliga 1977/1978    | 5      | 0    | Eintracht Frankfurt |
| Německá fotbalová Bundesliga 1978/1979    | 22     | 1    | Eintracht Frankfurt |
| Německá fotbalová Bundesliga 1979/1980    | 32     | 7    | Eintracht Frankfurt |
| Německá fotbalová Bundesliga 1980/1981    | 30     | 7    | Eintracht Frankfurt |
| Německá fotbalová Bundesliga 1981/1982    | 31     | 11   | Eintracht Frankfurt |
| Německá fotbalová Bundesliga 1982/1983    | 28     | 1    | FC Bayern Mnichov   |
| Německá fotbalová Bundesliga 1983/1984    | 30     | 4    | FC Bayern Mnichov   |
| Německá fotbalová Bundesliga 1984/1985    | 25     | 3    | FC Bayern Mnichov   |
| Německá fotbalová Bundesliga 1985/1986    | 27     | 4    | FC Bayern Mnichov   |
| Německá fotbalová Bundesliga 1986/1987    | 33     | 3    | FC Bayern Mnichov   |
| Německá fotbalová Bundesliga 1987/1988    | 30     | 2    | FC Bayern Mnichov   |
| Německá fotbalová Bundesliga 1988/1989    | 29     | 3    | FC Bayern Mnichov   |
| Ligue 1 1989/1990                         | 34     | 1    | AS Cannes           |
| Ligue 1 1990/1991                         | 9      | 1    | AS Cannes           |
| Německá fotbalová Bundesliga 1991/1992    | 3      | 0    | Eintracht Frankfurt |
| 2. německá fotbalová Bundesliga 1991/1992 | 12     | 1    | SV Waldhof Mannheim |
| 2. německá fotbalová Bundesliga 1992/1993 | 41     | 8    | SV Waldhof Mannheim |
| 2. německá fotbalová Bundesliga 1993/1994 | 35     | 2    | SV Waldhof Mannheim |
| 2. německá fotbalová Bundesliga 1994/1995 | 30     | 0    | SV Waldhof Mannheim |
| 2. německá fotbalová Bundesliga 1995/1996 | 9      | 0    | SV Waldhof Mannheim |
| CELKEM Německá fotbalová Bundesliga       | 325    | 46   |                     |
| CELKEM Ligue 1                            | 43     | 2    |                     |
| CELKEM DDR-Oberliga                       | 35     | 2    |                     |
| CELKEM 2. německá fotbalová Bundesliga    | 127    | 11   |                     |